# Paltalk
Paltalk est un service américain de messagerie instantanée existant depuis 1998. Ce logiciel propriétaire est disponible pour Microsoft Windows, iOS, Android et BlackBerry.

## Histoire
Paltalk s'est engagé à partir de 2009 dans une série de procès contre des entreprises liées du secteur des jeux vidéo Microsoft, Sony, Activision Blizzard, NCsoft, Jagex et Turbine pour violation de brevet.
En juin 2013, il a été révélé que Paltalk faisait partie du programme de surveillance PRISM de la National Security Agency.